# 古賀信行
古賀 信行（こが のぶゆき 1950年8月22日 - ）は、日本の実業家。野村ホールディングス取締役執行役社長兼CEOを務めたほか、日本経済団体連合会審議員会議長、交通政策審議会会長などを歴任した。

## 来歴
福岡県大牟田市生まれ。
大牟田ルーテル幼稚園、大牟田市立中友小学校、大牟田市立松原中学校、ラ・サール高等学校を経て、1970年に東京大学法学部へ入学し、1974年に卒業、野村證券株式会社（現、野村ホールディングス株式会社）へ入社した。
企画畑でMOF担などを務め、同郷福岡出身の自見庄三郎元金融担当大臣とのパイプなどを誇り、現場には疎いが、当局からの信頼が厚い優秀なMOF担とされた。
2003年に野村ホールディングス社長に就任。2008年より野村證券会長、2011年より野村ホールディングス会長、2020年より野村ホールディングス特別顧問、2022年より野村ホールディングス名誉顧問。
2012年に公募増資のインサイダー取引問題が発覚すると、MOF担の部下である永松昌一とともに、金融庁との折衝を重ね、役所の論理に疎かった後任社長の渡部賢一を辞任させるなどの人事を断行し、金融庁からは「古賀会長がまとめてくれた」と評価された。財界活動としては、日本経済団体連合会では審議員会副議長、副会長を務めた後、2018年より審議員会議長に就任した。また、日中経済協会副会長、日韓経済協会副会長なども務める。
行政関係では、交通政策審議会会長、国土審議会会長代理、日本ユネスコ国内委員会副会長などを務めた。
2023年春の叙勲において旭日大綬章を受章した。
2024年、第213回国会での承認議決を経て3月1日付で日本放送協会経営委員会委員に就任し、同月12日の経営委員会会合に於いて第25代委員長に互選され就任した。

## 経歴
- 1974年 - 東京大学法学部卒業、野村證券株式会社（現、野村ホールディングス株式会社）入社[1]。人事部配属[21]。
- 1977年 - 職員部[22]。
- 1980年 - 引受部第二課[23]。
- 1984年 - 総合企画室[24]。
- 1986年 - 秘書室[25]。
- 1988年 - 総合企画室[26]。
- 1991年 - 野村證券株式会社 総合企画室長[要出典]。
- 1991年 - 同事業法人一部長[要出典]。
- 1993年 - 同人事部長[要出典]。
- 1994年 - 同人事部長兼職員部長[要出典]。
- 1995年 - 同取締役 人事厚生担当兼人事部長[1]。
- 1996年 - 同取締役 人事厚生担当兼人事部長兼 証貯業務部長[要出典]。
- 1997年 - 同取締役 企画担当[要出典]。
- 1998年 - 同取締役 企画部門担当[要出典]。
- 1999年 - 同常務取締役 企画部門担当[1]。
- 2000年 - 同取締役副社長[1]。
- 2001年 - 野村證券分割準備株式会社（現、野村證券株式会社）取締役[要出典]。
- 2001年 - 野村ホールディングス株式会社 取締役副社長兼COO、野村證券株式会社 取締役副社長 野村証券グループ本部長[1]。
- 2003年 - 野村ホールディングス株式会社 取締役社長兼CEO、野村證券株式会社 取締役社長[1]。
- 2003年 - 野村ホールディングス株式会社 取締役執行役社長兼CEO、野村證券株式会社 取締役執行役社長兼CEO[1]。
- 2008年 - 野村證券株式会社 取締役執行役会長、野村ホールディングス株式会社 取締役兼執行役[1]。
- 2008年 - 野村證券株式会社 取締役執行役会長[1]。
- 2011年 - 野村ホールディングス株式会社 取締役会長、野村證券株式会社 取締役会長[1]。
- 2017年 - 野村ホールディングス株式会社 取締役会長、野村證券株式会社 取締役[1]。
- 2020年 - 野村ホールディングス株式会社 特別顧問[1]。
- 2022年 - 野村ホールディングス株式会社 名誉顧問[11]。
- 2024年 - 日本放送協会経営委員会 委員長[20]。

## 社外
- 2003年 - 一般社団法人日本証券業協会 副会長[要出典]。
- 2004年 - 一般社団法人日本証券業協会 証券戦略会議議長[要出典]。
- 2005年 - 一般社団法人不動産証券化協会 副会長[要出典]。
- 2012年 - 一般社団法人日本経済団体連合会 審議員会副議長[27]
- 2014年 - 一般社団法人日本経済団体連合会 副会長[28]。
- 2018年 [29] - 一般社団法人日本経済団体連合会 審議員会議長[30]。

## 栄典
- 2023年4月 旭日大綬章[31][32]

## 役職
- ビジネス

- その他の役職